# Lesma
As lesmas são moluscos gastrópodes da sub-ordem Stylommatophora, que andam sobre o abdômen e que possuem respiração cutânea. Distinguem-se dos restantes gastrópodes, em particular dos caracóis, pela inexistência de concha externa proeminente.
O corpo das lesmas é constituído por manto, pé e cabeça com um par de tentáculos ópticos e um par de tentáculos sensoriais, ambos retrácteis. São bastante sensíveis à desidratação e algumas também são sensíveis à luz. Seu tempo de vida varia entre 2 até 6 anos na natureza.
As lesmas são seres hermafroditas. O seu tempo de maturidade sexual varia entre as várias espécies e pode ser de 6 meses até 3 anos.
Estes moluscos são um problema sério em várias culturas, hortas, pomares e jardins. Alimentam-se de uma grande variedade de plantas, devorando tanto as raízes quanto a parte aérea, sempre no período da noite. Sabe-se que o local está infestado por lesmas pela observação dos rastros de muco que ficam no chão cimentado.

## Desidratação
Como animal muito sensível à desidratação, a lesma pode morrer ao se jogar sal sobre ela. Tal fenômeno é devido à propriedade de higroscopia do cloreto de sódio, isto é, a capacidade deste composto de "atrair" a água. Como a pele da lesma não é estratificada, então ocorre facilmente a osmose, popularmente isto é visto como uma espécie de "derretimento" deste molusco.